# Університет Східної Англії
Університет Східної Англії (англ. University of East Anglia) — кампусний університет у Норвічі, Англія, відкритий 1963 р.

## Персоналії
Відомі викладачі: Малкольм Бредбері, В. Г. Зебальд, Тесса Макватт.
Відомі слухачі: Ієн Мак'юен, Ішіґуро Кадзуо, Рауль Шротт.